# マリア小路里美
マリア小路里美（まりあ　しょうじ　さとみ）は、日本のピアニスト、コンサートプロデューサー。

## 経歴
大阪音楽大学附属音楽高等学校を経て、同大学音楽学部ピアノ専攻卒業。1983年に大阪厚生年金会館（現オリックス劇場）にてデヴィッド・ハウエル指揮の関西フィルハーモニー管弦楽団と協演し、楽壇デビュー。1985年よりオーストリア在住し、ザルツブルク・モーツァルテウム音楽院、ウィーン国立音楽大学コンサート科で研鑽を積む傍ら、ウィーン市立音楽院チェロクラス伴奏教師を務める。1996年、ウィーン国立音楽大学大学院にて芸術修士号を取得し、国際ピアニスト資格を得る。また、長野国際音楽祭、マルタ国際音楽祭等の講師や、ピアノマスタークラスの指導者、コンクール審査員を務める。2008年、音楽事務所「ミュージックオフィス小路清忠アーティスツサークル」創設。2012年、個人レーベル「マリアヴィエンナ」設立。2019年、横浜国際音楽祭を開催、実行委員長を務める。2021年、ウィーンの仲間と共に国際音楽活動グループ、プロフェッショナル・ミュージシャンズワールドワイド（Professional Musicians Worldwide PMW）を立ち上げ、主要メンバーとして活動を続けている。2022年、モーツァルトのピアノソナタ全曲を国内外各地で演奏。2023年、デビュー40周年記念バッハ・イギリス組曲全曲コンサートを開催。2024年、Alfred Grünfeld没後100年記念コンサートを各地で開催。これまでに、タチアナ・ニコライエワ、ワルター・パンホーファー、アルフォンス・コンタルスキー、ペーター・フォイヒトバンガーの各氏に師事。また、これまでにモーツァルテウム大ホール、ウィーンヤマハホール、カールス教会ホール、ベーゼンドルファーホール、ミンスクセントラルコンサートホール、奏楽堂、東京文化会館、軽井沢大賀ホール、所沢ミューズ、京都芸術センター等に出演。

## CDアルバム
- Favorite Mozart Piano Sonatas
- Grazioso
- Piano Love's Greeting
- With Bach

　 ほか